# SD Negreira
SD Negreira is een Spaanse voetbalclub uit Negreira die uitkomt in de Tercera División. De club werd in 1965 opgericht en speelt haar thuiswedstrijden in Estadio Xesús García Calvo.